# Raymond Leo Burke
Raymond Leo Burke (Richland Center, 30 giugno 1948) è un cardinale, arcivescovo cattolico e canonista statunitense.
Patrono emerito dal 19 giugno 2023 del Sovrano Militare Ordine di Malta, Burke ha guidato l'arcidiocesi di Saint Louis dal 2004 al 2008 e la diocesi di La Crosse dal 1995 al 2004. Dal 2008 al 2014, è stato prefetto del supremo tribunale della Segnatura apostolica.
Avvocato canonista, Burke è uno dei più noti esponenti dell'ala conservatrice della Chiesa cattolica. Egli è un difensore della tradizionale messa tridentina.

## Biografia
Nasce a Richland Center in Wisconsin il 30 giugno 1948, ultimo dei sei figli di Thomas e Marie Burke. Ha ascendenze irlandesi per parte di padre (Cullen e Tipperary).
Burke ha frequentato la St. Mary's Parish School di Richland Center dal 1954 al 1959 (nel 2012, questa sua stessa scuola, in suo onore, è stata rinominata Raymond Cardinal Burke Annex). La sua famiglia si è in seguito spostata a Stratford, nel Wisconsin.

### Formazione e ministero sacerdotale
Studia dapprima all'Holy Cross Seminary di La Crosse, nello stato del Wisconsin, e alla Catholic University of America di Washington. Dal 1971 si trasferisce alla Pontificia Università Gregoriana di Roma, dove rimane fino alla sua ordinazione sacerdotale.
Il 29 giugno 1975 è ordinato presbitero da papa Paolo VI per la diocesi di La Crosse, con una cerimonia tenutasi nella basilica di San Pietro in Vaticano.
Nel 1984 consegue il dottorato in diritto canonico alla Pontificia Università Gregoriana.
Svolge i suoi primi incarichi nella cattedrale di La Crosse, dapprima come vicerettore della stessa e successivamente come moderator curiæ e vicecancelliere della diocesi. Nel 1989, papa Giovanni Paolo II nomina Burke Defensor Matrimonii del Supremo Tribunale della Segnatura Apostolica, il più alto tribunale della Chiesa cattolica. È il primo americano a cui viene affidato questo incarico.

### Il ministero episcopale

#### Vescovo di La Crosse
Il 10 dicembre 1994 papa Giovanni Paolo II lo nomina vescovo di La Crosse; succede a John Joseph Paul, dimessosi per raggiunti limiti di età. Riceve l'ordinazione episcopale nella basilica di San Pietro in Vaticano il 6 gennaio 1995 da papa Giovanni Paolo II, co-consacranti gli arcivescovi Giovanni Battista Re e Jorge María Mejía (poi cardinali). Prende possesso della diocesi il successivo 22 febbraio.

#### Arcivescovo di Saint Louis
Il 2 dicembre 2003 papa Giovanni Paolo II lo nomina arcivescovo metropolita di Saint Louis; succede a Justin Francis Rigali, precedentemente nominato arcivescovo metropolita di Filadelfia. Il 26 gennaio 2004 prende possesso dell'arcidiocesi, mentre il 29 giugno 2004 riceve il pallio da papa Giovanni Paolo II in piazza San Pietro.
Favorevole alla Messa tridentina, nel 2007 è chiamato a Roma insieme al cardinale Sean Patrick O'Malley, arcivescovo metropolita di Boston, per la lettura del motu proprio Summorum Pontificum di papa Benedetto XVI, la cui pubblicazione avviene in quell'anno.

#### Prefetto del Supremo Tribunale della Segnatura Apostolica
Il 27 giugno 2008 papa Benedetto XVI lo nomina prefetto del Supremo tribunale della Segnatura apostolica, di cui era già membro, e presidente della Corte di Cassazione dello Stato della Città del Vaticano; succede al cardinale Agostino Vallini, nominato cardinale vicario per la diocesi di Roma. Dal 7 ottobre 2008 è anche presidente della Commissione per gli avvocati.

### Il cardinalato

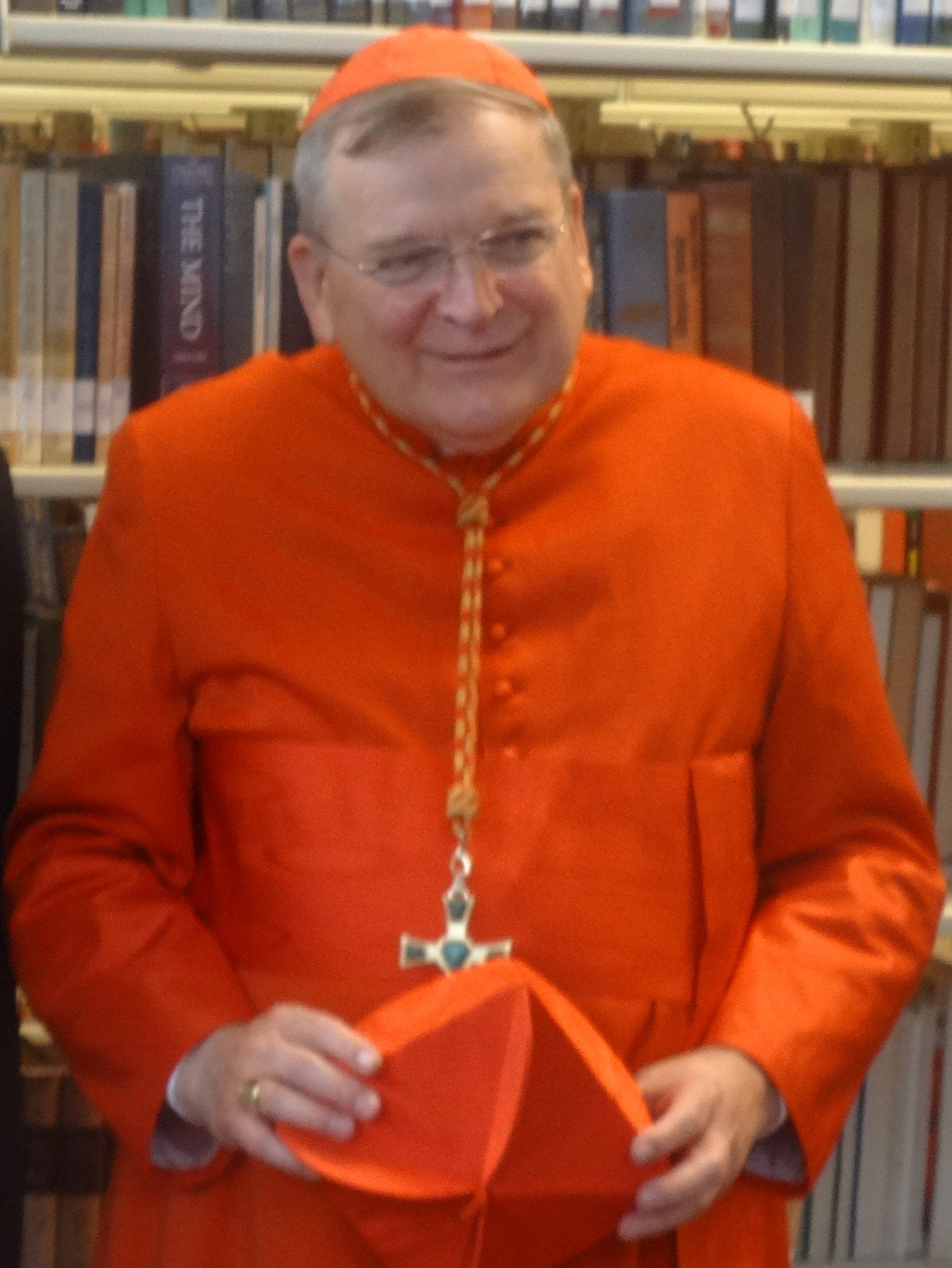
Il cardinale Raymond Leo Burke

Papa Benedetto XVI lo crea cardinale diacono di Sant'Agata dei Goti nel concistoro del 20 novembre 2010. Prende possesso della diaconia il 5 febbraio seguente.
Nel giugno del 2012 il suo nome compare nella vicenda del "corvo" e di Vatileaks a causa della pubblicazione di una sua nota privata inviata a papa Benedetto XVI riguardo all'approvazione della liturgia del Cammino neocatecumenale.
Burke fu uno dei cardinali elettori che presero parte al conclave del 2013 che elesse papa Francesco.
Il 16 dicembre 2013, papa Francesco ha apportato diverse modifiche alla Congregazione dei Vescovi, il dipartimento vaticano che sovrintende la selezione dei nuovi vescovi. Tra i membri della congregazione, Burke non venne rinominato, venendogli preferito il cardinale Donald Wuerl, considerato più liberale.
Il 4 novembre 2014, Burke dichiarò: "Vi è un forte sentore che la Chiesa sia come una nave senza nocchiero", ma poco dopo ha bilanciato la propria critica dicendo di non voler criticare il papa, semplicemente di voler interpretare il pensiero dell'uomo medio e il suo senso di estraneità di fronte al mondo. Ha inoltre dichiarato che papa Francesco non ha mai detto di aver trovato elementi positivi negli atti omosessuali, aggiungendo inoltre che sarebbe "impossibile trovare elementi positivi in un atto tanto diabolico."

#### Cardinale Patrono del Sovrano Militare Ordine di Malta
L'8 novembre 2014 papa Francesco lo ha nominato cardinale patrono del Sovrano Militare Ordine di Malta; succede al cardinale Paolo Sardi, dimessosi per raggiunti limiti di età. Tale incarico, per quanto prestigioso, non ha risvolti effettivi e si presenta perlopiù come meramente cerimoniale, al punto che veniva in precedenza concesso a cardinali in pensione o come incarico secondario per un prelato ancora attivo.. 
La nomina venne interpretata in correlazione ai recenti interventi di critica, seppur velata, di Burke nei confronti dell'operato della Chiesa e del pontefice, anche perché con tale nomina Burke venne costretto a lasciare la presidenza del Tribunale supremo della Segnatura Apostolica. Papa Francesco ha negato che lo spostamento di Burke fosse una "punizione" per il suo atteggiamento conservatore nei confronti dell'esito del Sinodo della famiglia del 2014, dicendo di volere un "americano intelligente" come patrono dell'Ordine di Malta. Il pontefice ha aggiunto inoltre che tale mossa non era isolata, ma faceva parte di un più ampio programma di ristrutturazione della burocrazia e della curia vaticana decisa ben prima del sinodo, ma di aver preferito attendere sino a dopo il sinodo per rendere ufficiale tale nomina così da permettere a Burke di prendervi parte come capo di un dipartimento del Vaticano. Approssimandosi il compimento dei 75 anni, il 19 giugno 2023, il cardinal Burke si è dimesso da questo incarico ed è stato sostituito dal cardinale Gianfranco Ghirlanda. Dal 2017 allo stesso 2023 il pontefice comunque trasferì de facto le sue funzioni a un "delegato speciale presso il Sovrano Militare Ordine di Malta", i cardinali Giovanni Angelo Becciu (fino al 2020) e Silvano Maria Tomasi.
Nel novembre 2023 viene privato del reddito spettante ai cardinali e dell'appartamento romano.

#### Incarichi nella Curia romana
Il 26 settembre 2015 papa Francesco lo ha nominato membro della Congregazione delle cause dei santi. A novembre del 2016, papa Francesco ha rimosso Burke dal suo incarico alla Congregazione delle cause dei santi. Anche questa mossa è stata vista dai commentatori come una risposta alla pubblicazione dei dubia da lui promossi e presentati al pontefice assieme ad altri tre cardinali su Amoris laetitia, in cui il cardinale evidenziava dei punti dello scritto del papa a suo parere in contraddizione con l'insegnamento morale della Chiesa cattolica, in particolare sul trattamento dei divorziati "risposati". Burke aveva infatti fatto presente come, in mancanza di una risposta ufficiale ai dubia da parte del papa, sarebbe seguita una "correzione filiale" e pubblica del papa.
All'inizio di febbraio del 2017, Burke ha presieduto a Guam il processo contro Anthony Sablan Apuron, arcivescovo di Agaña, riguardo ad accuse di abusi su minori. Nel marzo del 2018, la corte ha riconosciuto Apuron colpevole e ne ha ordinato la rimozione dagli incarichi.
Nell'aprile del 2017, intervistato nel suo appartamento vicino alla Città del Vaticano, ha affermato di essere lontano da qualsiasi coinvolgimento nell'Ordine di Malta, pur mantenendo la carica di cardinale patrono. Ha dichiarato anche che il Papa aveva messo in chiaro di affidare la gestione all'arcivescovo Becciu, e di voler espellere i membri massoni dall'Ordine.
Il 30 settembre 2017 papa Francesco lo ha nominato membro del Tribunale Supremo della Segnatura Apostolica, di cui era già stato prefetto.
Il 3 maggio 2021, durante un Concistoro presieduto da papa Francesco, è stato promosso all'ordine presbiterale mantenendo la propria diaconia elevata pro hac vice a titolo cardinalizio.
Il 7 e 8 maggio 2025 ha partecipato come cardinale elettore al conclave che ha portato all'elezione di papa Leone XIV.
È uno dei cardinali che celebra la Messa tridentina dopo la riforma liturgica, sottolineando le motivazioni che rendono opportuna la presenza della forma più antica del rito romano accanto a quella riformata.

## Posizioni

### Ruolo delle donne nella Chiesa
Nel giugno del 2008, Burke in qualità di arcivescovo, emise un'interdizione dai ministeri e dai sacramenti per una suora dell'ordine delle Sorelle della Carità, Louise Lears, giudicandola colpevole di tre gravi offese contro la fede e gli insegnamenti canonici. Lears, educatrice pastorale, aveva tra le altre cose detto pubblicamente di essere favorevole all'apertura del sacerdozio anche alle donne. Lears ricevette l'interdizione dopo aver preso parte ad una cerimonia di ordinazione che la Chiesa non considera valida, perché riguardava una donna appartenente al WomenPriests movement.
Nel gennaio del 2015, Burke nell'intervista a seguito del fatto criticò come eccessivo quello che egli stesso definì un "femminismo radicale" nella Chiesa. Egli nello specifico criticò l'introduzione delle donne al servizio all'altare come una "femminizzazione" della Chiesa e un disincentivo a nuove ordinazioni maschili.

### Etica sessuale
Poco dopo la mancata conferma da parte di papa Francesco della persona di Burke alla Congregazione per i vescovi, lo stesso cardinale disse "Uno può avere l'impressione, o perlomeno può interpretare dai media, che Egli pensi che stiamo parlando troppo di aborto, troppo di integrità del matrimonio tra uomo e donna. Ma noi non potremo mai parlarne abbastanza."
Burke ha comunque più volte dichiarato ai media che il papa non ha alcuna intenzione di cambiare gli insegnamenti della Chiesa cattolica in materia di morale.

#### Opposizione all'omosessualità
Burke è tra i più forti critici e oppositori ad un'attitudine morbida della Chiesa nei confronti dell'omosessualità e dell'accettazione dei gay in seno alla Chiesa cattolica.
In un'intervista del 2013, Burke disse che il matrimonio tra persone dello stesso sesso "...è un problema, una bugia sul più fondamentale degli aspetti della nostra natura umana, della nostra sessualità umana, che la vita stessa ha definito. Vi è un solo luogo da cui queste bugie possono venire, ed il suo nome è Satana. È in una situazione diabolica che egli si insinua distruggendo gli individui, le famiglie e persino la nostra nazione."
In un'intervista dell'ottobre del 2014, Burke ha parlato delle relazioni omosessuali come di relazioni "profondamente disordinate e dannose", ritenendo che i genitori non dovrebbero "esporre i [loro] figli a ciò." Egli ha suggerito ai coniugi di non permettere ai figli di avere contatti con attivisti gay e di scoraggiare la partecipazione di questi ultimi anche ad eventi conviviali della famiglia. Il cardinale ha descritto l'omosessualità come una "malattia" che non è genetica, ma dipende in gran parte dall'ambiente in cui cresce una persona. In un'intervista del 2015 per LifeSiteNews il presule ha ribadito come le situazioni di coppie gay e di divorziati risposati sono analoghe al caso di "una persona che ha ucciso qualcuno ed è gentile col resto del mondo”, dove l'atto positivo non mitiga il peccato. David Gibson, scrivendo su National Catholic Reporter, disse che il paragone avanzato da Burke fosse fuori luogo rispetto all'approccio più pastorale di papa Francesco a tali problematiche.
Parlando ad Oxford dopo referendum sui matrimoni dello stesso sesso tenutosi in Irlanda nel maggio del 2015, Burke ha asserito di aver fatto di tutto per comprendere "come una nazione possa ridefinire il matrimonio... Intendo dire, tale azione è una sfida a Dio. È assolutamente incredibile. I pagani forse avranno pure tollerato comportamenti pagani, ma mai si sarebbero sognati di definirli come matrimonio." L'arcivescovo di Armagh Eamon Martin rimproverò pubblicamente Burke definendo i suoi commenti considerati offensivi e chiese ai singoli individui di "cercare di essere rispettosi e di non arrecare offesa col linguaggio" per quanto possibile durante il summit.
Nell'agosto del 2017 Burke disse che le asserzioni del cardinale Reinhard Marx sulla recente legalizzazione in Germania dei matrimonio dello stesso sesso non dovessero essere una questione da dibattere nella Chiesa cattolica, ma semplicemente che tale atto fosse il chiaro sintomo di come la Chiesa non avesse avuto "la chiarezza ed il coraggio di annunciare il Vangelo anche in una cultura così radicalmente secolarizzata". Fece allusioni anche ad errori diabolici commessi da parte dei capi della Chiesa tedesca, incentrando ancora una volta la sua critica sugli atti omosessuali.

### Divorzio

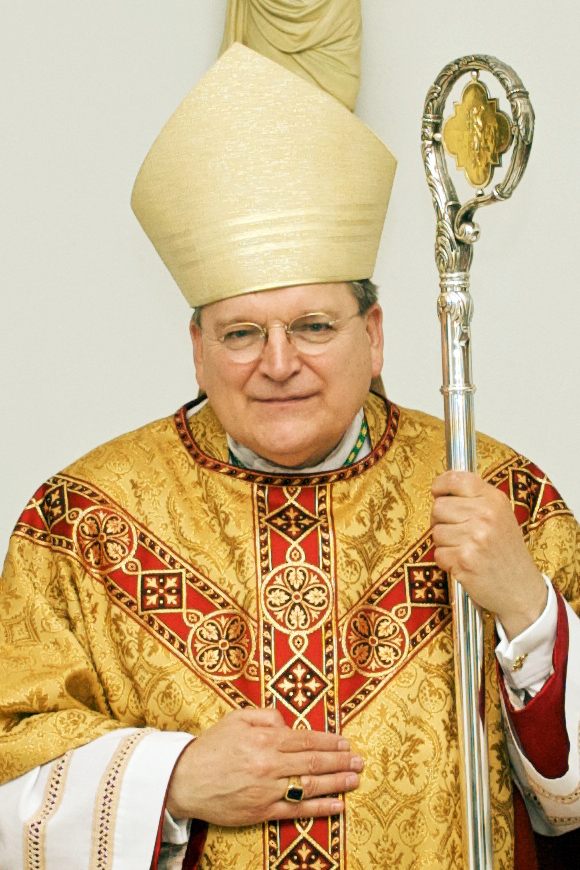
Il cardinale Burke con le insegne episcopali.

Burke si è opposto ad ogni possibile cambiamento della dottrina della Chiesa in materia di divorzio tra cattolici come pure della necessità di non riammettere alla comunione eucaristica quanti si sono risposati civilmente. In un volume del 2013 scritto con i cardinali Gerhard Ludwig Müller e George Pell si è espresso proprio su questi temi.
Proprio nel Sinodo dei Vescovi del 2014 venne proclamato un emendamento che addolcì la posizione del linguaggio della Chiesa cattolica nei confronti dei gay, della contraccezione, del divorzio e del matrimonio civile. Burke disse a tal proposito che "un gran numero di padri sinodali hanno trovato tale argomento opinabile." In un'intervista con Catholic World Report, Burke ha detto che il documento finale emesso "manca di solide fondamenta nelle Sacre Scritture e nel Magistero e dà l'impressione di essere inventato completamente ex novo [...]." Burke, in un'intervista a BuzzFeed, disse che se "Papa Francesco avesse prescelto certi cardinali a dirigere l'incontro per far prevalere la propria visione personale in materia di divorzio e trattamento delle persone omosessuali", egli non avrebbe osservato il suo mandato come capo della Chiesa cattolica.
In un'intervista del gennaio del 2015, rispondendo ad un'ipotetica domanda riguardante le azioni di papa Francesco, Burke si è detto pronto di continuare a "resistere" se il pontefice avesse permesso a divorziati e risposati cattolici di ricevere la comunione. In un'altra intervista al quotidiano tedesco Die Welt il 24 aprile 2015, Burke rinnovò le sue critiche al cardinale tedesco Walter Kasper, la cui soluzione "caritatevole" di concedere la comunione ai divorziati era stata discussa nel sinodo del 2014: "Siamo legati dal Magistero. Ma alcuni padri sinodali, e soprattutto il cardinale Kasper, vogliono cambiarlo. Perciò devo essere molto chiaro. Gli scontri nei sinodi, seppur incidentali, non sono così poco frequenti. Persino nei primi concili, dove a causa dell'eresia ariana, ad esempio, Atanasio divenne persino fisicamente aggressivo".
Burke, assieme ad altri tre cardinali, è stato autore e firmatario dei Dubia presentati a papa Francesco, richiedendo la chiarificazione di diversi punti della dottrina espressa dal pontefice nell'esortazione apostolica Amoris laetitia del 2016 sulla vita cristiana in generale. Gli altri cardinali con lui furono l'italiano Carlo Caffarra e i tedeschi Walter Brandmüller e Joachim Meisner. Dal sinodo del 2014, alcuni vescovi hanno iniziato a permettere ad alcuni divorziati e risposati di ricevere la comunione, per quanto la Chiesa ritenga che tali persone vivano in stato di peccato mortale commettendo adulterio. Una nota a piè di pagina in Amoris laetitia sembrava permettere tale pratica in alcune circostanze. Burke disse che se uno o più risposati cattolici avessero avuto la possibilità di ricevere la Santa Comunione, "l'insegnamento della Chiesa in fatto di matrimonio sarebbe da considerarsi terminato."
I quattro cardinali presentarono i dubia al papa in privato, facendo poi seguire una lettera pubblica ("Seeking Clarity: A Plea to Untie the Knots in Amoris Laetitia") nel novembre del 2016, chiedendo pubblicamente a Francesco di chiarificare vari punti della sua dottrina. Il primo dubium verte proprio sulla ricezione dei sacramenti da parte di sposati e divorziati. La lettera pubblica chiede delle chiarificazioni sulla vita cristiana in relazione all'enciclica Veritatis splendor di Giovanni Paolo II. Nell'aprile del 2017, non avendo ancora ricevuto una replica alla loro lettera, i cardinali hanno chiesto un incontro ufficiale con papa Francesco, ma non vi è stata risposta a tale richiesta.
Il 7 aprile 2018, Burke, assieme a Brandmüller e al vescovo Athanasius Schneider, prese parte ad una conferenza nella quale rigettò pubblicamente la linea proposta dai vescovi tedeschi di permettere a divorziati e risposati cattolici di ricevere l'eucaristia. Citando il cap. 19 del Vangelo di Matteo, il cardinale ha disputato la nozione secondo la quale nessuno, incluso il papa, ha l'autorità di accettare divorziati o risposati come membri effettivi della Chiesa. Nel corso della conferenza, Burke ha espresso il proprio sentimento, secondo il quale una "correzione pubblica" di un papa in un errore può essere tale solo dopo che quelle private siano state ignorate o rifiutate. "In materia di dovere, il papa può essere anche disobbedito," ha dichiarato Burke nell'occasione. Ha aggiunto inoltre che "il romano pontefice può dispensare da una legge con l'intento di preservarne il contenuto, ma mai di sovvertirlo."

### Aborto e ricerca sulle cellule staminali embrionali
Nel corso delle elezioni presidenziali del 2004, Burke disse pubblicamente di non essere intenzionato a concedere la comunione a John Kerry o ad altri politici cattolici che pubblicamente avessero supportato l'aborto, seppur definito "legale". Scrisse inoltre una lettera pastorale dicendo ai cattolici di non votare per quei politici favorevoli all'aborto o ad altre pratiche "contrarie alla vita". In un'intervista del settembre del 2008, Burke disse che "il Partito Democratico [statunitense] rischia di trasformarsi in un partito della morte per le sue scelte in materia di bioetica", in particolare sul tema dell'aborto.
Nel 2008, Burke chiese alla Saint Louis University di prendere dei provvedimenti disciplinari contro l'allenatore di basket locale, Rick Majerus, dopo che questi aveva pubblicamente dato il proprio supporto all'aborto e alla ricerca sulle cellule staminali embrionali durante un comizio elettorale a favore della senatrice democratica e candidata presidenziale Hillary Clinton. Burke disse che "quando si prende una posizione in un'università cattolica, non è necessario considerare sempre tutti gli aspetti della Chiesa cattolica. Ma non bisogna fare delle affermazioni che coinvolgono direttamente l'identità e la missione della Chiesa cattolica stessa." L'Università di St. Louis ha supportato il diritto di Majerus ad esprimere il proprio punto di vista pubblicamente e liberamente.
Nel marzo del 2009, Burke chiese ai vescovi americani di negare la comunione a quei politici cattolici che avessero supportato l'aborto legalizzato. I vescovi non seguirono i consigli del cardinale, e Burke disse, "[questo] sta indebolendo la fede di ciascuno di noi. Sembra che sia moralmente corretto ora il supportare l'aborto procurato." Egli disse inoltre che ogni persona che promuove e implementa una legislazione "anti-vita" si fa "agente di morte" egli stesso. Burke successivamente disse di aver fatto queste osservazioni non come prefetto della Segnatura Apostolica, la più alta corte del Vaticano, ma semplicemente come vescovo americano. Due mesi dopo, a maggio, Burke disse, "dal momento che il presidente Obama ha annunciato chiaramente, nel corso della sua campagna elettorale, la sua agenda anti-vita e anti-famiglia, un cattolico che ne conosca quindi il programma non può votare per lui con la coscienza pulita." Durante le elezioni, Obama non chiese ad ogni modo ufficialmente il riconoscimento dei matrimoni dello stesso sesso, ma semplicemente di "unioni civili" dello stesso sesso.
Nel febbraio del 2013 Burke commentò il dibattito irlandese sull'aborto dicendo che, secondo il diritto canonico, qualunque sacerdote avrebbe potuto escludere i politici favorevoli all'aborto dalla partecipazione alla comunione eucaristica.
Quando Sheryl Crow, favorevole alla ricerca sulle cellule staminali, richiese la possibilità di tenere un concerto di beneficenza per il Cardinal Glennon Children's Hospital, Burke disse che l'aver ospitato Crow avrebbe dato "l'impressione che la Chiesa rendesse incostante il proprio insegnamento."
Burke disse che la vittoria di Donald Trump alle elezioni presidenziali del 2016 ha rappresentato una vittoria per la causa pro-vita.
Nel settembre 2020, ha affermato che i politici favorevoli all'aborto non devono accostarsi al sacramento eucaristico e che i sacerdoti sono tenuti a negarlo. Essendo l'aborto in contraddizione con l'immutabile Magistero della Chiesa, i suoi sostenitori si pongono automaticamente al di fuori di essa.

### Cure palliative ed eutanasia
Il 23 luglio 2011, in una conferenza sul fine vita sponsorizzata dall'Associazione Medici di Santa Gianna Beretta Molla, Burke disse che la sofferenza in una persona non ha meno significato della sua vita, né dà ad un governo il diritto di decidere se una persona debba vivere o morire: "Non importa quanto una vita possa venire diminuita, non importa quanto una persona stia soffrendo, la vita richiede sempre grande rispetto e cura. Non è mai giusto spegnere una vita."

### Sinodo sulla sinodalità
Nel volume The Synodal Process is a Pandora Box avvertì del fatto che il cammino sulla sinodalità era in procinto di rivoluzionare la posizione della Chiesa in materia di sacerdozio femminile, celibato sacerdotale, unioni fra omosessuali e diritti democratici dei laici nelle elezioni dei vescovi e nella conduzione delle diocesi.

### Reintegrazione della Fraternità Pio X nella Chiesa cattolica
Nel 2012, durante i negoziati tra i tradizionalisti della Fraternità sacerdotale San Pio X ed il Vaticano, Burke espresse pieno ottimismo sul fatto che i membri della Società potessero riconciliarsi con la Chiesa. Definì i membri della Società come persone "che hanno fede cattolica e amore per la sacra liturgia." Le discussioni fallirono. Nel luglio del 2017, Burke disse che la Fraternità San Pio X si trovava ancora "in scisma" e che non era "legittimata a celebrare la messa o a impartire i sacramenti della Chiesa", e che i cattolici dovessero astenersi dal frequentare le liturgie della Fraternità sacerdotale San Pio X. Il cardinale ha inoltre criticato l'apertura di papa Francesco nei confronti della Fraternità San Pio X, dicendo che "non vi è alcuna spiegazione canonica a tale atto, e trattasi semplicemente di un'anomalia", perché essi pur non essendo scomunicati, non sono in piena comunione con la Chiesa.

### Commenti alla Messa

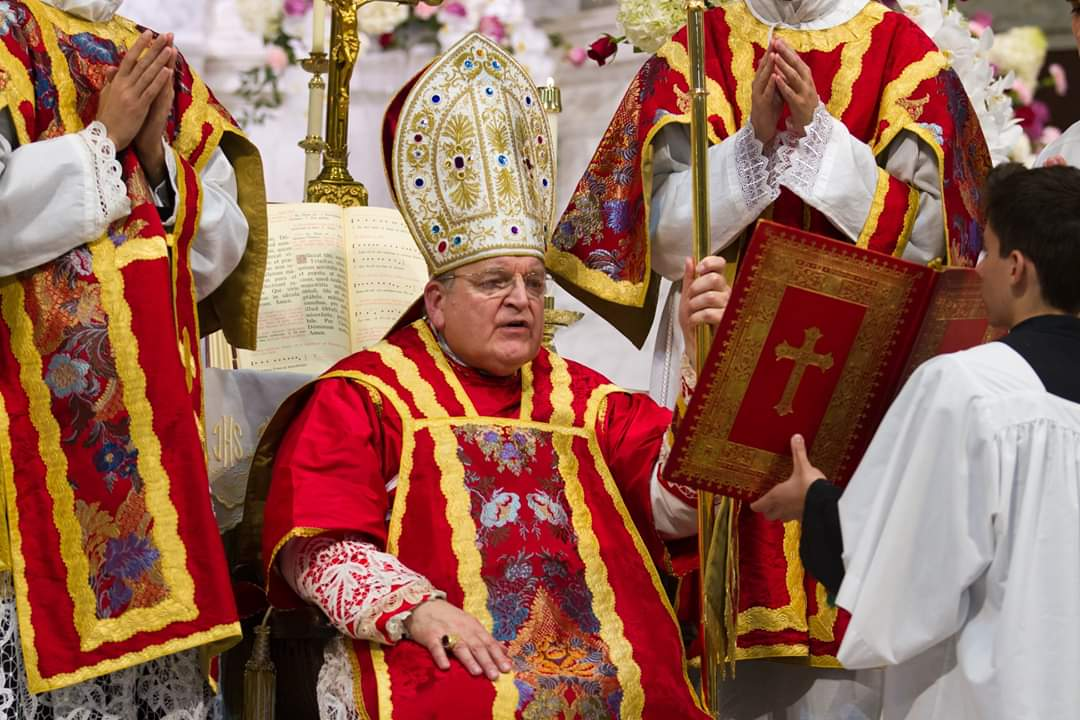
Il cardinale Burke mentre presiede una celebrazione liturgica secondo il Vetus Ordo.

Nella lettera apostolica del luglio del 2007 dal titolo Summorum Pontificum, papa Benedetto XVI ha autorizzato la celebrazione della messa secondo la forma 1962 della Messa tridentina, caduta in disuso dopo il Concilio Vaticano II. Il ritorno della messa secondo la forma antica è stato supportato da Burke come la "riforma della riforma", per superare alcuni difetti che egli stesso aveva notato nel Messale di Paolo VI. Burke disse:
Burke ha salutato il motu proprio Summorum Pontificum come "il più splendido contributo del pontificato di papa Benedetto XVI." Negli anni, Burke ha frequentemente celebrato ordinazioni e messe secondo il rito romano del 1962, in particolare a membri della Fraternità sacerdotale San Pietro, oltre che per gruppi di sacerdoti tradizionalisti.
Il 2 marzo 2011, Burke disse che sono stati troppi i preti e i vescovi che hanno fatto violenza alle norme della liturgia ritenendole un qualcosa di superfluo, commettendo invece "seri abusi" che hanno danneggiato la fede dei cattolici. Ha criticato la mancanza di riverenza di certi cattolici: "Se erriamo pensando di essere noi il centro della liturgia, la messa ci può portare alla perdita della nostra fede."
Nel 2021 ha dichiarato al National Catholic Register di vedere "una serie di difetti nel motu proprio di papa Francesco Traditionis custodes, dicendo di non poter comprendere come il nuovo messale romano possa essere considerato "l'unica espressione della lex orandi del rito romano", come detto dal nuovo motu proprio. Ciò che Benedetto XVI chiamò la forma straordinaria della messa, ha dichiarato Burke, "è forma vivente del rito romano e non ha mai cessato di esserlo". Il cardinale ha fatto notare di non poter comprendere il perché il motu proprio abbia effetto immediato, dal momento che il decreto "contiene molti elementi che richiedono studi per la sua applicazione". Ha aggiunto inoltre che nella sua lunga esperienza pastorale non ha mai notato la situazione gravemente negativa evidenziata da papa Francesco nella sua lettera ai vescovi. Egli ha pubblicato le sue riflessioni sulla Traditionis custodes sul suo sito web personale. Egli ha evidenziato come le restrizioni imposte da papa Francesco siano nella sua visione "severe e rivoluzionarie" e ha posto in dubbio l'autorità del papa nel revocare la pratica della messa tridentina.

### Antinomianismo
Il sinodo dei vescovi del 2012 si è focalizzato sul tema della nuova evangelizzazione. Nei suoi commenti scritti al sinodo, Burke ha criticato l'"antinomianismo", ovvero la credenza che la grazia divina esenti i cristiani dall'obbedienza alla legge morale, ritenendola "una delle ferite più dolorose della società odierna," ed è responsabile della legalizzazione di "mali intrinseci" come l'aborto, la ricerca sulle cellule staminali, l'eutanasia e i matrimoni del medesimo sesso.

### Carenza di sacerdoti
Burke ha concesso un'intervista a un'organizzazione per confrontarsi sul tema della "crisi dell'uomo" nella Chiesa cattolica. Nell'intervista, Burke ha dichiarato che tra le cause della carenza di nuove vocazioni sacerdotali all'interno della Chiesa vi sono sicuramente la "femminizzazione" della Chiesa (tra cui ad esempio il servizio di chierichetti femmine durante le messe). "L'introduzione di ragazze a servire all'altare - ha dichiarato Burke - fa anche sì che i ragazzi vi si allontanino. È naturale. I ragazzi non vogliono fare attività con le ragazze. Per quanto le ragazze si dimostrino particolarmente brave nei loro compiti."
Burke inoltre ha precisato come "sia necessaria una certa disciplina per prestare servizio come chierichetto al fianco di un sacerdote [...] Se non ci sono validi istruiti come chierichetti all'altare sin da giovani, non possiamo stupirci del drammatico fallimento delle vocazioni."

### Islam e immigrazione
Burke ha detto che "non vi è discussione sul fatto che l'Islam intenda governare il mondo", e che le società occidentali debbano tornare alle loro radici cristiane. Burke ha detto che, per nessuno "vi sarà pace con l'idea di trovarsi sotto un governo islamico", e che vi erano giuste ragioni per essere "spaventati" da una tale prospettiva. Di questo ha parlato nella pubblicazione del suo volume Hope for the World: To Unite All Things in Christ. Nel libro, Burke ha scritto: "l'Islam è una religione secondo la quale, secondo la propria interpretazione, vi è la tendenza a farsi stato. Il Corano, secondo l'interpretazione autentica data da vari esperti della legge coranica, è quella di destinare a governare il mondo... In realtà, quindi, non vi è posto per le altre religioni, anche se esse possono essere tollerate per il periodo in cui l'Islam non sia riuscito a costituirsi una nazione nel mondo." L'arcivescovo di Dublino Diarmuid Martin disse che i commenti del cardinale Raymond Burke sul desiderio dell'Islam di governare il mondo erano inadatti al periodo che l'Europa stava vivendo, in particolare dopo l'attentato di Nizza del 2016.
Dopo la vittoria di Donald Trump nelle elezioni presidenziali del 2016, Burke disse di non ritenere "che il nuovo presidente sia ispirato dall'odio nel suo trattamento degli immigrati." Nel 2017 Burke si è incontrato con il leader della Lega, Matteo Salvini, come oppositore delle norme sull'immigrazione e sulle posizioni sul dialogo con i musulmani proposte da papa Francesco.

### Abusi sessuali del clero
Il 25 agosto 2018 l'arcivescovo Carlo Maria Viganò, ex nunzio apostolico negli Stati Uniti, ha pubblicato una lettera di undici pagine nelle quali ha riportato una serie di avvertimenti alla Santa Sede già inviati da tempo sulla condotta di Theodore Edgar McCarrick, rimosso dal suo ministero il 20 giugno a seguito dell'accusa di abusi su minori, e poi costretto a dimettersi dal cardinalato. Secondo Viganò, papa Benedetto XVI avrebbe posto delle restrizioni segrete su McCarrick nel 2009 o nel 2010, ma papa Francesco avrebbe abolito queste sanzioni e avrebbe fatto di McCarrick "il suo fidato consigliere", pur sapendo che "almeno dal 23 giugno 2013 McCarrick era stato un predatore seriale. Sapeva che si trattava di un uomo corrotto e lo ha coperto e difeso sino alla fine." La conclusione della lettera chiedeva al papa ed agli altri responsabili di queste coperture di dimettersi. In essa infine si sottolineava come il problema degli abusi sessuali nel clero siano purtroppo correlati alla omosessualità e che quindi era inevitabile che anche tale aspetto venisse affrontato se si vuole risolvere efficacemente e realmente il problema.
La lettera ha provocato diverse reazioni. Essa venne "in parte vista come un attacco omofobico a Francesco" riempito con "incomprensibili attacchi personali." Un certo numero di vescovi ad ogni modo hanno criticato la lettera mentre altri hanno richiesto ulteriori indagini. Burke disse che le asserzioni di Viganò "vanno prese assolutamente a cuore dai responsabili della Chiesa."

### COVID-19 e vaccini
Durante la Pandemia di COVID-19, tra il 2020 e il 2021, afferma in pubblico di essere contrario all'impiego di mascherine e mezzi di protezione individuale contro il virus e di preferire l'aiuto del Rosario. Successivamente, si dichiara scettico sull'impiego di vaccini contro lo stesso virus, denunciando al contempo l'esistenza di un gruppo che suggerisce la necessità di impiantare microchip sotto pelle ai cittadini. Più nel dettaglio, nella stessa occasione il cardinale ha affermato che uno stato che impone vaccinazioni o addirittura microchip "viola l'integrità dei suoi cittadini", in quanto “mentre lo Stato può fornire norme ragionevoli per la salvaguardia della salute, non è il fornitore ultimo di salute. Dio lo è. Qualunque cosa lo Stato proponga, deve rispettare Dio e la sua Legge" e che "C'è un certo movimento che preme affinché tutti debbano essere vaccinati contro il Coronavirus Covid-19, e anche che una sorta di microchip debba essere impantato sotto pelle di ogni persona, in modo che in ogni momento possa essere controllata, sia per la sua salute che per qualunque altro interesse che possiamo immaginare, da parte dello Stato".
L'11 agosto 2021 annuncia di aver contratto il COVID-19. Il 15 agosto successivo, a seguito di un rapido declino del quadro clinico, viene trasferito in terapia intensiva e collegato ad un respiratore. Dopo 6 giorni, il 21 agosto, a seguito del miglioramento delle sue condizioni, il Cardinale Burke lascia il respiratore e la terapia intensiva per tornare presso la sua stanza d'ospedale.

## Vita privata
Di discendenza irlandese, Burke parla fluentemente inglese, latino, spagnolo, italiano e francese.

## Araldica
| Stemma | Blasonatura | Descrizione |
| ------ | --- | --- |
|        | D'oro alla croce di rosso, accompagnata nel primo quarto da un leone rampante di nero. Ornamenti esterni da cardinale. Motto: SECUNDUM COR TUUM. | Lo scudo è lo stemma degli antenati del cardinale Burke, i De Burgo o De Burgh, normanni insediatisi in Irlanda nel XII secolo. In Irlanda la famiglia venne rinominata in inglese Bourke o Burke. Secondo la leggenda, fu re Riccardo Cuor di leone a concedere tale stemma agli antenati del cardinale in riconoscimento del loro ruolo avuto nella lotta contro i saraceni nelle crociate. La croce rossa, infatti, è un emblema caratteristico dei crociati impegnati nella difesa della Terra Santa. L'oro di sfondo è inoltre il colore che rimanda alla generosità degli antichi sovrani, mentre la croce rossa è tradizionalmente simbolo di forza in quanto rimando alla croce di Cristo da cui sola proviene la salvezza dell'uomo. Il leone rampante in cantone simboleggia il coraggio ed il colore nero denota costanza. Il motto prescelto dal cardinale Burke è tratto da una delle sue invocazioni preferite che si trova nell'appendice del volume dato da Paolo VI ai 359 diaconi da lui ordinati per il sacerdozio il 29 giugno dell'Anno Santo 1975, tra i quali vi era appunto il cardinale Burke. L'invocazione è in latino: "O bone Jesu, fac ut sim sacerdos secundum Cor Tuum." ("O buon Gesù, rendimi un sacerdote secondo il Tuo cuore."). L'invocazione contenuta nella raccolta si rifà al testo del profeta Geremia nella quale il Signore, attraverso il profeta, promette: "vi darò dei pastori secondo il mio cuore, che vi pasceranno con conoscenza e intelligenza." (Geremia 3,15) |

## Genealogia episcopale e successione apostolica
La genealogia episcopale è:
- Cardinale Scipione Rebiba
- Cardinale Giulio Antonio Santori
- Cardinale Girolamo Bernerio, O.P.
- Arcivescovo Galeazzo Sanvitale
- Cardinale Ludovico Ludovisi
- Cardinale Luigi Caetani
- Cardinale Ulderico Carpegna
- Cardinale Paluzzo Paluzzi Altieri degli Albertoni
- Papa Benedetto XIII
- Papa Benedetto XIV
- Papa Clemente XIII
- Cardinale Enrico Benedetto Stuart
- Papa Leone XII
- Cardinale Chiarissimo Falconieri Mellini
- Cardinale Camillo Di Pietro
- Cardinale Mieczysław Halka Ledóchowski
- Cardinale Jan Maurycy Paweł Puzyna de Kosielsko
- Arcivescovo Józef Bilczewski
- Arcivescovo Bolesław Twardowski
- Arcivescovo Eugeniusz Baziak
- Papa Giovanni Paolo II
- Cardinale Raymond Leo Burke

La successione apostolica è:
- Vescovo Robert William Finn (2004)
- Vescovo James Vann Johnston (2008)